# 500 Millas de Indianápolis de 1952

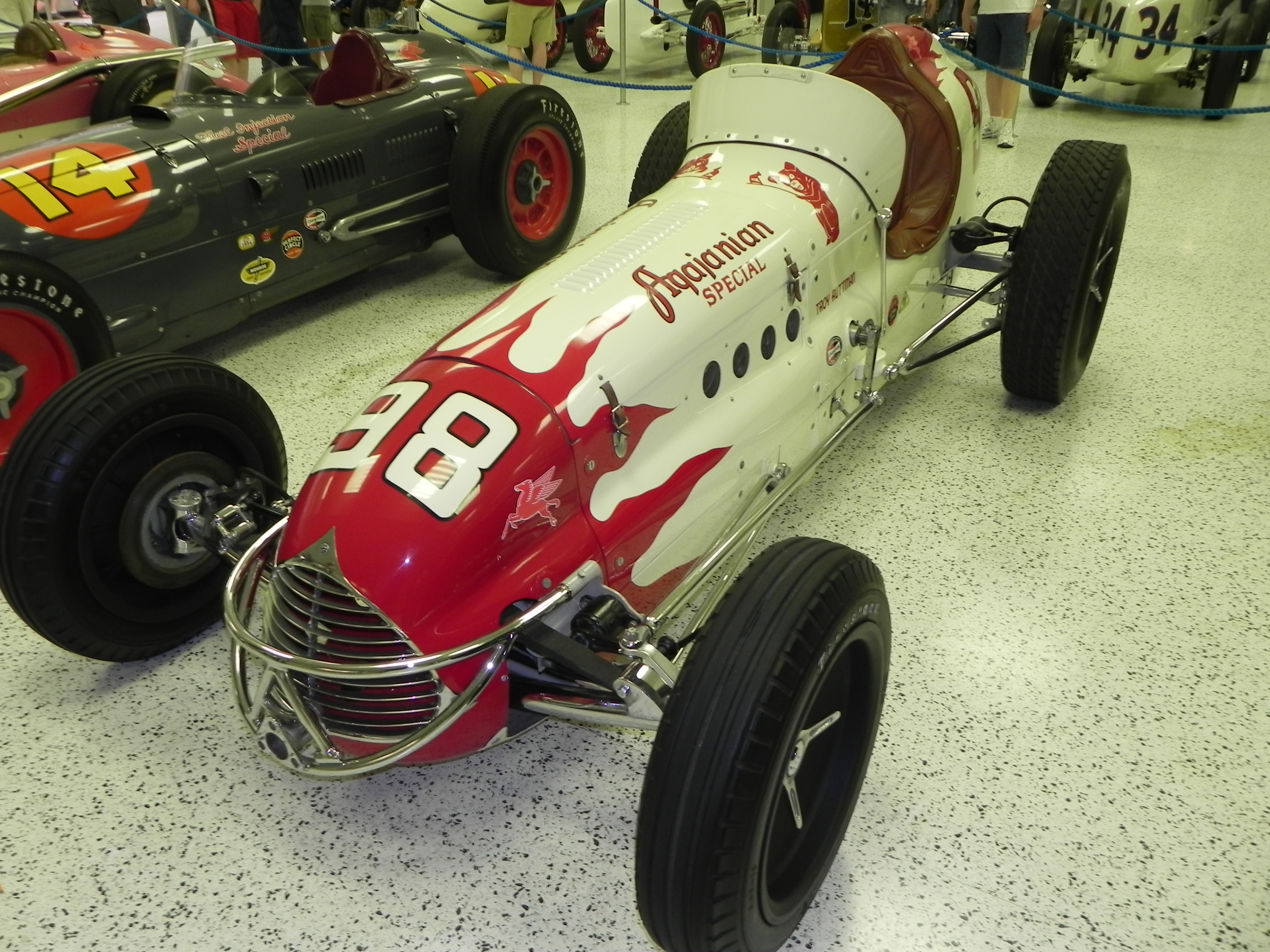
Coche ganador de la Indy 500 de 1952.

La Edición 36° de las 500 millas de Indianapolis se celebró en el Indianapolis Motor Speedway el viernes 30 de mayo de 1952. El evento fue puntuable para el Campeonato Nacional de la AAA de la Temporada, así como del Mundial de Fórmula 1.
Troy Ruttman ganó la carrera del propietario del vehículo J.C. Agajanian. Ruttmann, de 22 años y 80 días, estableció el récord para el ganador más joven en la historia de las 500 millas de Indianapolis. También fue el último coche de carretera de pistas de tierra en ganar en la Indy. La victoria de Ruttmann también lo vio convertirse en el ganador más joven de una carrera del Mundial de Fórmula 1, un récord que mantendría durante 51 años hasta que el Gran Premio de Hungría de 2003, cuando el piloto español Fernando Alonso ganó a la edad de 22 años y 26 días.
Bill Vukovich lideró 150 vueltas, pero faltando 9 vueltas para el final, rompió un varillaje de la dirección mientras conducía. Él trató de cuidar su coche para evitar tener contacto contra la pared exterior, evitando que otros coches se involucrarsen en el incidente.
En el tercer año que la que la Indy 500 se había incluido en el Mundial de Fórmula 1, Ferrari entró en la carrera con el italiano Alberto Ascari. El esfuerzo ganó una considerable atención, pero Ascari se tuvo que retirar y terminó 31°. Fue la única carrera del Mundial de Fórmula 1 de 1952 clasificó Ascari y no ganó, así como la única participación de un Ferrari en las 500 millas de Indianapolis. El Quinto clasificado, Art Cross fue elegido como el Novato del Año. Aunque al menos el destacado título de novato de la carrera estaba en la pista desde hace muchos años en la que se remonta sus orígenes en 1911, esta fue la primera vez que el premio ahora fue principalmente popular que fue designado oficialmente.

## Entrenamientos y Clasificaciones
Los entrenamientos y clasificaciones se programaron para cuatro días, pero la lluvia empujó la calificación a un quinto día.
- Día 1, sábado 17 de mayo - Pole Day
- Día 2, domingo 18 mayo - Entrenamientos y clasificaciones (suspendido por lluvia)
- Día 3, sábado 24 de mayo - Entrenamientos y clasificaciones
- Día 4, domingo 25 mayo - Entrenamientos y clasificaciones (suspendido por lluvia)
- Día 5, lunes 26 mayo -Entrenamientos y clasificaciones (compensación por lluvia del día anterior.)

## Carrera
| Pos. Final | Pos. Inicial | Dorsal | Piloto            | Equipo                      | Vueltas | Registro/Suceso   | Puntos Fórmula 1 |
| ---------- | ------------ | ------ | ----------------- | --------------------------- | ------- | ----------------- | ---------------- |
| 1          | 7            | 98     | Troy Ruttman      | Kuzma-Offenhauser           | 200     | 3:52:41.88        | 8                |
| 2          | 10           | 59     | Jim Rathmann      | Kurtis Kraft-Offenhauser    | 200     | +4:02.33          | 6                |
| 3          | 5            | 18     | Sam Hanks         | Kurtis Kraft-Offenhauser    | 200     | +6:11.61          | 4                |
| 4          | 6            | 1      | Duane Carter      | Lesovsky-Offenhauser        | 200     | +6:48.34          | 3                |
| 5          | 20           | 33     | Art Cross         | Kurtis Kraft-Offenhauser    | 200     | +8:40.15          | 2                |
| 6          | 21           | 77     | Jimmy Bryan       | Kurtis Kraft-Offenhauser    | 200     | +9:24.32          |                  |
| 7          | 23           | 37     | Jimmy Reece       | Kurtis Kraft-Offenhauser    | 200     | +10:35.24         |                  |
| 8          | 14           | 54     | George Connor     | Kurtis Kraft-Offenhauser    | 200     | +12:00.61         |                  |
| 9          | 9            | 22     | Cliff Griffith    | Kurtis Kraft-Offenhauser    | 200     | +12:23.76         |                  |
| 10         | 31           | 5      | Johnnie Parsons   | Kurtis Kraft-Offenhauser    | 200     | +13:37.78         |                  |
| 11         | 3            | 4      | Jack McGrath      | Kurtis Kraft-Offenhauser    | 200     | +14:21.72         |                  |
| 12         | 26           | 29     | Jim Rigsby        | Watson-Offenhauser          | 200     | +16:05.10         |                  |
| 13         | 16           | 14     | Joe James         | Kurtis Kraft-Offenhauser    | 200     | +16:55.65         |                  |
| 14         | 15           | 7      | Bill Schindler    | Stevens-Offenhauser         | 200     | +18:48.66         |                  |
| 15         | 13           | 65     | George Fonder     | Sherman-Offenhauser         | 197     | +3 Vueltas        |                  |
| 16         | 24           | 81     | Eddie Johnson     | Trevis-Offenhauser          | 193     | +7 Vueltas        |                  |
| Ret        | 8            | 26     | Bill Vukovich     | Kurtis Kraft-Offenhauser    | 191     | Dirección         | 1                |
| 18         | 11           | 16     | Chuck Stevenson   | Kurtis Kraft-Offenhauser    | 187     | +13 Vueltas       |                  |
| 19         | 12           | 2      | Henry Banks       | Lesovsky-Offenhauser        | 184     | +16 Vueltas       |                  |
| 20         | 28           | 8      | Manny Ayulo       | Lesovsky-Offenhauser        | 184     | +16 Vueltas       |                  |
| 21         | 33           | 31     | Johnny McDowell   | Kurtis Kraft-Offenhauser    | 182     | +18 Vueltas       |                  |
| Ret        | 29           | 48     | Spider Webb       | Bromme-Offenhauser          | 162     | Fuga de aceite    |                  |
| Ret        | 22           | 34     | Rodger Ward       | Kurtis Kraft-Offenhauser    | 130     | Presión de aceite |                  |
| Ret        | 30           | 27     | Tony Bettenhausen | Deidt-Offenhauser           | 93      | Presión de aceite |                  |
| Ret        | 4            | 36     | Duke Nalon        | Kurtis Kraft-Novi           | 84      | Compresor         |                  |
| Ret        | 32           | 73     | Bob Sweikert      | Kurtis Kraft-Offenhauser    | 77      | Diferencial       |                  |
| Ret        | 1            | 28     | Fred Agabashian   | Kurtis Kraft-Cummins Diesel | 71      | Turbocompresor    |                  |
| Ret        | 18           | 67     | Gene Hartley      | Kurtis Kraft-Offenhauser    | 65      | Tubo de escape    |                  |
| Ret        | 25           | 93     | Bob Scott         | Kurtis Kraft-Offenhauser    | 49      | Transmisión       |                  |
| Ret        | 27           | 21     | Chet Miller       | Kurtis Kraft-Novi           | 41      | Compresor         |                  |
| Ret        | 19           | 12     | Alberto Ascari    | Ferrari                     | 40      | Neumático         |                  |
| Ret        | 17           | 55     | Bobby Ball        | Stevens-Offenhauser         | 34      | Caja de cambios   |                  |
| Ret        | 2            | 9      | Andy Linden       | Kurtis Kraft-Offenhauser    | 20      | Bomba de aceite   |                  |

### No Clasificaron
- Buzz Barton (#58)
- Joe Barzda (#53)
- Bill Cantrell (#52)
- Neal Carter (#25)
- Jimmy Daywalt (#64)
- Duke Dinsmore (#68)
- Walt Faulkner (#3)
- Carl Forberg (#53)
- Gene Force (#96)
- Dick Fraizer (#63)
- Potsy Goacher (#93)
- Perry Grimm (#55)
- Peter Hahn (#74)
- Allen Heath (#32)
- Tommy Hinnershitz (#27)
- Jackie Holmes (#41)
- Jimmy Jackson (#61)
- Danny Kladis (#19)
- Jud Larson (#39)
- Bayliss Levrett (#69)
- Frank Luptow (#56)
- Johnny Mauro (#35)
- Mike Nazaruk (#66)
- Danny Oakes (#39)
- Paul Russo (#10)
- Carl Scarborough (#33)
- Doc Shanebrook (#76)
- Bill Taylor (#47)
- George Tichenor (#88)
- Johnnie Tolan (#51)
- Leroy Warriner (#27)

- Pole position: Fred Agabashian - 4:20.85 (4 vueltas)
- Era la primera participación del coche de Agabashian Cummins Diesel Special a las 500 millas de Indianápolis por ser accionado por un motor turboalimentado (entonces descrito como "turbocargado"). Los sopladores centrífugos con engranajes conocidos como "compresores" se han utilizado desde la década de 1920 para aumentar la eficiencia volumétrica y la potencia de los motores de carreras, pero el Cummins Diesel fue el primero en hacer uso de la energía "libre" del contenido en la corriente de escape del motor para conducir una rueda de turbina conectada a un ventilador centrífugo (por lo tanto, "turbo-sobrealimentación").

- Vuelta más Rápida: Bill Vukovich - 1:06.60 (135,135 mph)

- A partir de 2009 , Troy Ruttman sigue siendo el piloto más joven en ganar las 500 de Indianápolis, a los 22 años y 80 días.[2]

- Ruttmann también se convirtió en el piloto más joven en ganar una carrera puntuable para el campeonato de Fórmula 1. Su récord fue roto por Fernando Alonso en el Gran Premio de Hungría de 2003.

- Alberto Ascari fue el primer ejemplo de un piloto de europeo de la Fórmula 1 propiamente dicho para competir seriamente por el Campeonato de Mundo de Pilotos (de los cuales el las 500 millas de Indianapolis fue una carrera de puntuable para el mundial de Fórmula 1). Aunque terminó 31° en Indy, pasó a ganar todas las carreras que quedaron de la temporada y el título.

- 1952 fue la única ocasión en que el más rápido Chet Miller y el más lento Jim Rigsby) en fase de clasificaciones para la carrera comenzaron uno junto al otro.[3]

## Resultado Final
| Piloto Ganador | Fabricante Ganador | Promedio de Velocidad de competencia | Pole Position   | Mayor Número de vueltas registradas como Líder |
| -------------- | ------------------ | ------------------------------------ | --------------- | ---------------------------------------------- |
| Troy Ruttman   | Kuzma-Offenhauser  | 207.480 km/h' (128.922 mph)          | Fred Agabashian | Bill Vukovich (150/200) vueltas                |

### Obras Citadas
- Indianapolis 500 History: Race & All-Time Stats - Official Site (En Inglés)
- «The Official Formula 1 website». Archivado desde el original el 1 de diciembre de 2009. Consultado el 30 de noviembre de 2009. (En Inglés)
- Van Camp's Pork & Beans Presents: Great Moments From the Indy 500 - Fleetwood Sounds, 1975 (En Inglés)